# Grewia flavescens
Grewia flavescens är en malvaväxtart som beskrevs av Antoine Laurent de Jussieu. Grewia flavescens ingår i släktet Grewia och familjen malvaväxter. Utöver nominatformen finns också underarten G. f. olukondae.

## Bildgalleri

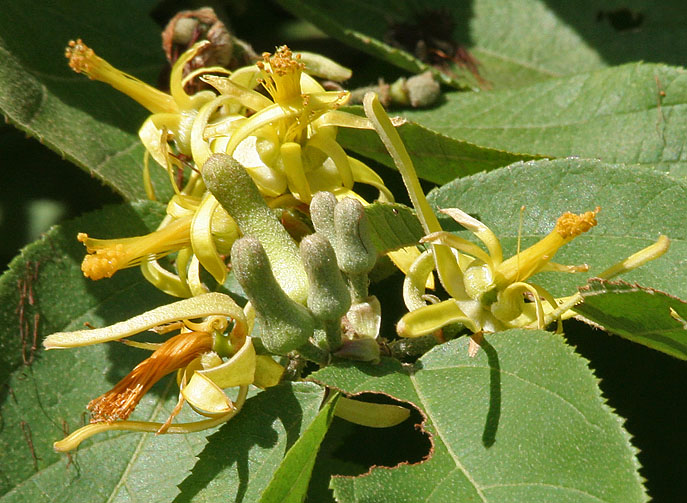
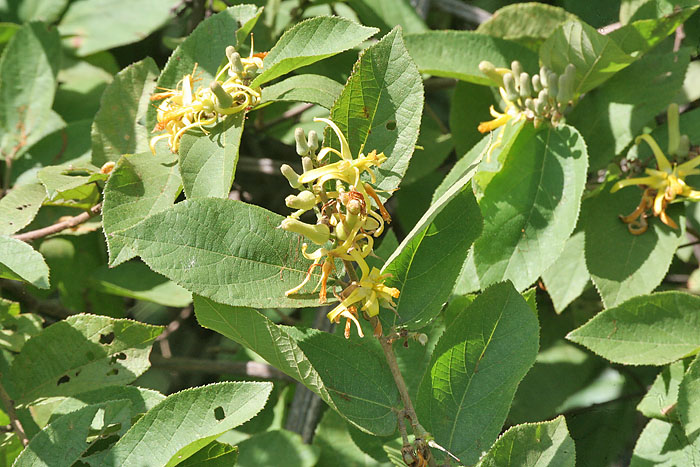
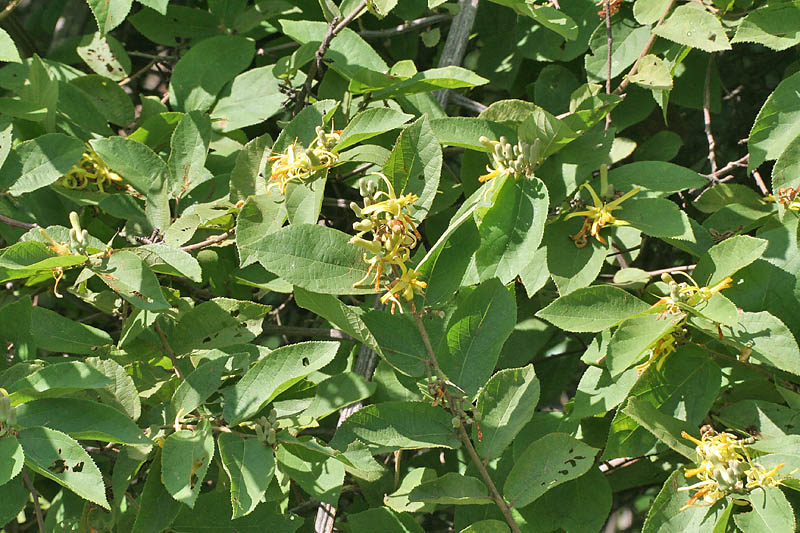